# Le Pont des oubliés
Pour plus de détails, voir Fiche technique et Distribution.
Le Pont des oubliés est un téléfilm franco-belge réalisé par Thierry Binisti en 2018 et diffusé pour la première fois, en Belgique, le 6 juin 2019 sur La Une et, en France, le 31 août 2019 sur France 3. Il fait partie de la collection Meurtres à....
Le téléfilm est une coproduction de Chabraque Productions, France Télévisions, Be-Films et la RTBF (télévision belge)

## Synopsis
Le corps sans vie d'un berger est retrouvé dans les alpages. Si l'attaque d'un loup est d'abord évoquée, la police conclut rapidement au meurtre. La capitaine Marion Guichard est chargée de l'enquête malgré sa méconnaissance du milieu. Heureusement, elle est secondée par Fred Roos, lieutenant de louveterie. La victime semble sans histoire, sauf une : il y a cinq ans, il avait porté plainte contre une institutrice qui entretenait une relation avec un garçon de 17 ans. Le scandale avait mis fin à sa carrière. S'est-elle vengée ?

## Fiche technique
- Titre : Le Pont des oubliés
- Réalisation : Thierry Binisti[1]
- Scénario : Sylviane Corgiat et Bruno Lecigne
- Sociétés de production : Chabraque Productions, France Télévisions, Be-Films et la RTBF (télévision belge)[1]
- Genre : thriller
- Pays de production :  France,  Belgique[1]
- Durée : 90 minutes[1]
- Dépôt légal : 2018
- Date de première diffusion : 
  - Belgique : 6 juin 2019 sur La Une[2]
  - France : 31 août 2019 sur France 3

## Audience
- France : 3,797 millions de téléspectateurs (première diffusion) (21,3 % de part d'audience)

## Distribution
- Hélène Seuzaret : Marion Guichard
- Nicolas Gob : Fred Roos
- Dounia Coesens : Emilie Magnan
- Jérôme Anger : Jérôme Pessac
- Marie Guillard : Sabrina Angeli
- Charles Crehange : Valentin
- Jérôme Fonlupt : Baptiste Pelletier
- Amandine Longeac : Pauline Pelletier
- Brigitte Chambon : Véra Angeli
- Denis Deon : Marius Peytral
- Karine Dufaut : réceptionniste

## Tournage
Le tournage s'est déroulé à Villard-de-Lans, La Chapelle-en-Vercors et dans le Diois du 9 octobre au 8 novembre 2018.

## Accueil critique
La journaliste Letizia Virone du Moustique juge le téléfilm « très classique » mais « efficace » : « Il mêle enquête et romance ». Sa collègue, Jeanne Persoon, est plus critique : « Au final, on pourrait dire que ce téléfilm tient de l'artisanat : le savoir-faire y est, mais est-ce qu'on n'attend pas quelque chose de plus moderne en 2019 ? » Elle salue cependant la prestation de Dounia Coesens qui « ne démérite pas face à la présence charismatique d'Hélène Seuzaret et de Nicolas Gob ». 